# Anca Constantinescu
Anca Constantinescu (n. 12 iulie 1962, București) este om politic, membru al Parlamentului României, Camera Deputaților, în legislatura 2004-2008, aleasă pe listele Alianței Dreptate și Adevăr PNL-PD. În cadrul activității sale parlamentare, Anca Constantinescu a fost membru în grupurile parlamentare de prietenie cu Republica Franceză-Adunarea Națională și Regatul Norvegiei.
Anca Constantinescu s-a făcut remarcată la începutul mandatului atunci când le-a spus colegilor din opoziție: „Ciocu' mic la ei, nu la noi, că acu' suntem noi la putere!” În campania electorală din 2008 o scenă de la emisiunea „6, vine presa!” difuzată pe postul de televiziune B1TV a făcut înconjurul lumii, fiind difuzată chiar pe CNN. În acea emisiune deputatul (la acea vreme) Marius Marinescu i-a aruncat un pahar de apă în față Ancăi Constantinescu, după ce aceasta vărsase ostentativ pe el propriul pahar cu apă.